# Club Deportivo Tenerife
O Club Deportivo Tenerife é um clube de futebol espanhol da cidade de Santa Cruz de Tenerife, na ilha homônima, situada no arquipélago das Canárias. A equipe disputa a Segunda Divisão Espanhola.
Seu maior rival é o Las Palmas, com quem faz o "Clássico das Canárias".

## História
A data de fundação do Tenerife é controversa: fontes dizem que o clube foi fundado em agosto de 1922, outras citam 1912 como ano de fundação, sendo que neste ano o clube surgiu como Sporting Club Tenerife. A decisão sobre o ano de fundação foi tomada em 2008: o Tenerife fora criado em 1912, e mudara de nome dez anos depois.
Pelo Campeonato Espanhol, o clube canarino disputou 13 edições de La Liga, com dois quintos lugares nas temporadas 1992-93 e 1995-96 como melhores resultados, quando foi comandado, respectivamente, por Jorge Valdano e Jupp Heynckes.
Rebaixado para a Liga Adelante em 2009-10 após terminar em 19º lugar, o Tenerife fez pior na temporada seguinte: ficou em 20º lugar, caindo para a Segunda División B (Terceira Divisão), onde estivera pela última vez em 1986/87.

## Estádio

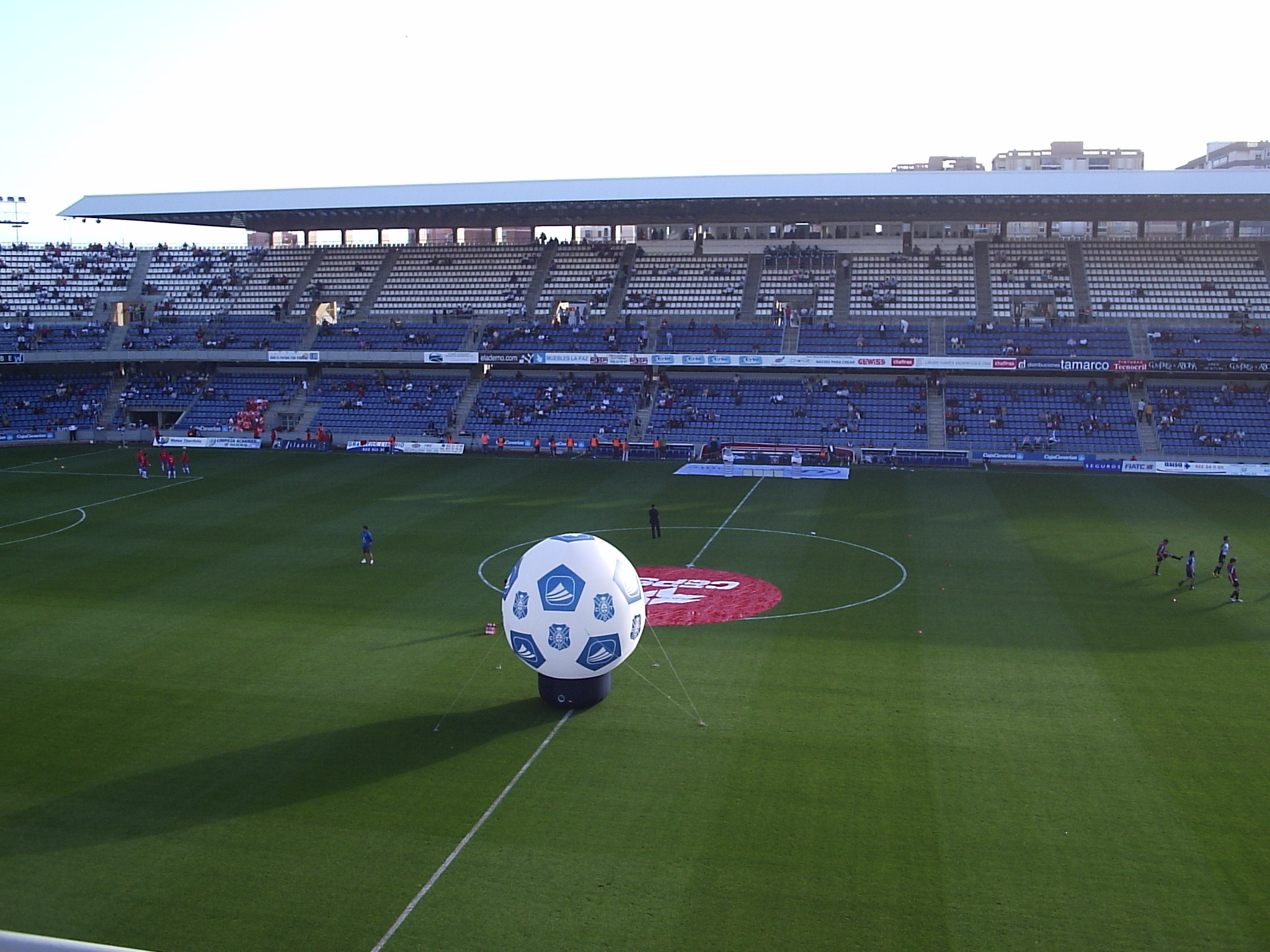
Vista do Estádio Heliodoro Rodríguez López antes de um jogo do Tenerife.

O CD Tenerife manda suas partidas no Estádio Heliodoro Rodríguez López, inaugurado em 1925 e que possui capacidade de 24 mil lugares.

## Títulos
- Campeonato Espanhol - 2ª Divisão (1): 1960/61

## Uniformes
- Uniforme titular: Camisa branca com detalhes azuis, calção azul e meias brancas;
- Uniforme reserva: Camisa azul-marinho com uma cruz diagonal branca, calção azul-marinho e meias azul-marinho.

### 1º Uniforme
| 2019–2020 | 2018–2019 | 2017–2018 | 2016–2017 | 2015–2016 | 2014–2015 | 2013–2014 | 2012–2013 | 2011–2012 | 2010–2011 |

| 2009–2010 |

### 2º Uniforme
| 2019–2020 | 2018–2019 | 2017–2018 | 2016–2017 | 2015–2016 | 2014–2015 | 2013–2014 | 2012–2013 | 2011–2012 | 2010–2011 |

| 2009–2010 |

### 3º Uniforme
| 2019–2020 | 2018–2019 | 2017–2018 | 2016–2017 | 2015–2016 | 2014–2015 | 2013–2014 | 2012–2013 | 2011–2012 | 2010–2011 |

| 2009–2010 |